# Сандерс, Хью
Хью Сандерс (англ. Hugh Sanders), имя при рождении Хью Говард Сандерс (англ. Hugh Howard Sanders; 13 марта 1911 года — 9 января 1966 года) — американский актёр кино и телевидения, более всего известный ролями 1950-х годов.
Сандерc снялся в таких фильмах, как «Проклятые не плачут» (1950), «Мистер 880» (1950), «Штормовое предупреждение» (1951), «Завтра будет новый день» (1951), «Бутс Мелоун» (1952), «Синяя гардения» (1953), «Дикарь» (1953), «Серебряная жила» (1954), «Щит для убийства» (1954), «Тюремный рок» (1957), «Шериф» (1959), «Паника в нулевом году» (1962), а также «Убить пересмешника» (1962), который стал одним из самых известных фильмов с его участием.

## Ранние годы жизни и карьера на радио
Хью Сандерс родился 13 марта 1911 года в городе Ист-Сент-Луис, штат Иллинойс.
Он окончил Школу журналистики Медилла, которая входит в состав Северо-Западного университета в Эванстоне, Иллинойс, после чего 17 лет проработал диктором на радиостанциях WOR в Нью-Йорке, WJLS в городе Бекли, Западная Вирджиния, и WHIO в Дейтоне, Огайо. В 1947 году Сандерс переехал в Сан-Бернардино, Калифорния, где два года проработал на местном радио, а затем перебрался в Голливуд, решив попробовать себя в качестве киноактёра.

## Карьера в кинематографе
Сандерс дебютировал в кино в 1949 году в эпизодической роли в фильме нуар Universal Studios «Поддержка» (1949), а в 1950 году сыграл уже в пяти фильмах, среди которых фильм нуар с Джоан Кроуфорд «Проклятые не плачут» (1950), криминальная комедия с Бёртом Ланкастером «Мистер 880» (1950) и биографическая драма «Великолепный янки» (1950) с Луисом Кэлхерном, который за эту роль был номинирован на «Оскар»
В 1951 году Сандерс сыграл в одиннадцати фильмах, включая военную драму с Джоном Уэйном «Горящий полёт» (1951) и вестерн с Грегори Пеком «Только отважные» (1951), где у Сандерса была небольшая роль армейского офицера. Ещё одной заметной работой стал политический фильм нуар «Штормовое предупреждение» (1951) с Джинджер Роджерс и Рональдом Рейганом, где Сандерс сыграл одну из наиболее значимых своих ролей главаря ку-клукс-клановской организации в небольшом американском городке
В том же году у Сандерса была роль второго плана в вестерне с Кирком Дугласом «Красные пески» (1951) и роль детектива полиции в фильме нуар «Завтра будет новый день» (1951) со Стивом Кокраном и Рут Роман. Он также появился в музыкальной комедии с Дином Мартином и Джерри Люьисом «Это мой парень» (1951) и романтической комедии с Джейн Уаймен «Три парня по имени Майк» (1951). Кроме того, Сандерс сыграл нечистого на руку аризонского бизнесмена в вестерне «Шугарфут» (1951) с Рэндолфом Скоттом и Рэймондом Мэсси. В политическом нуаре «Я был коммунистом для ФБР» (1951) Сандерс сыграл важную роль направленного из Москвы коммунистического агента, который инструктирует членов коммунистической группы в Питтсбурге.
В 1952 году Сандерс сыграл в восьми фильмах, среди них фильмы нуар «Измена» (1952) с Уолтером Пиджоном, «Стальная ловушка» (1952) с Уильямом Холденом и «Боец» (1952) с Ричардом Конте, спортивные драмы «Команда-победитель» (1952) с Рональдом Рейганом и Дорис Дэй, «Бутс Мэлоун» (1952) с Уильмом Холденом и биографический фильм «Гордость Сент-Луиса» (1952), где Сэндерс сыграл сочувствующего друга переживающего глубокую депрессию известного бейсболиста.
В 1953 году вышло девять фильмов с участием Сандерса, среди которых «Дикарь» (1953) с Марлоном Брандо в его первой крупной роли главаря банды байкеров, где Сандерс сыграл важную роль простого горожанина, который вступает в стычку с байкерами. Другими фильмами актёра были комедия с участием Дина Мартина и Джерри Льюиса «Напуганные до смерти» (1953), вестерн с Рэндольфом Скоттом «Гром над равниной» (1953), а также фильмы нуар «Синяя гардения» (1953), где Сандерс был главным редактором газеты, и «Стеклянная паутина» (1953), в котором он сыграл полицейского детектива.
В вестерне «Серебряная жила» (1954) с Джоном Пейном и Лизабет Скотт у Сандерса была небольшая роль священника, а в фильме нуар «Щит для убийства» (1955) у него была роль гангстера, контролирующего сеть нелегальных букмекеров. В 1955 году Сандерс сыграл в пяти фильмах нуар и двух вестернах. Среди них наиболее значимыми были фильм нуар «Чикагский синдикат» (1955) с Деннисом О’Кифом, где у Сандерса была роль прокурора, а также фильм «Стукач» (1955) с Фрэнком Лавджоем, где Сандерс был чиновником казначейства, руководящим борьбой в распространением контрафактного алкоголя. Он также сыграл роли второго плана в двух вестернах со Стерлингом Хэйденом — «Последняя команда» (1955) и «Лучший стрелок» (1955).
Год спустя Сандерс сыграл шефа полиции в фильме нуар «Разоблачение в Майами» (1956) с Ли Джей Коббом, а также появился в двух малозаметных фильмах — вестерне «Миротворец» (1956) и мелодраме о судьбе скаковой лошади «Глори» (1956). Среди пяти фильмов Сандерса в 1957 году наиболее значимыми были музыкальная лента «Тюремный рок» (1957) с Элвисом Пресли и вестерн «Стрелки Юбочного фронта» (1957) с Оди Мёрфи. После трёх непримечательных картин в 1958 году Сандерс получил роль второго плана в звёздном вестерне «Шериф» (1959) с участием Ричарда Уидмарка, Генри Фонды и Энтони Куина. В том же году Сандерс сыграл в музыкальной комедии с Джеймсом Кэгни «Никогда не кради мелочей» (1959) и криминальной мелодраме с Микки Руни «Крупный делец» (1959), а также в комедии с Джерри Льюисом «Не отказывайся от корабля» (1959). После трёх непримечательных фильмов в 1960 году Сандерс сыграл в своей единственной картине 1961 года, криминальной мелодраме с Джеффри Хантером «Человеческая ловушка» (1961).
В 1962 году вышла судебная драма «Убить пересмешника» (1962) с Грегори Пеком в главной роли адвоката, защищающего в суде в Алабаме чернокожего, ложно обвинённого в изнасиловании белой женщины. Фильм был удостоен трёх «Оскаров», включая Пеку за лучшую мужскую роль, а также пяти номинаций на «Оскар», включая номинации за лучший фильм и лучшему режиссёру (Роберт Маллиган). Для Сандерса, который сыграл роль врача, этот фильм стал одним из самых значимых в карьере.
В том же году Сандерс сыграл роль второго плана в фантастическом фильме ужасов «Паника в нулевом году» (1962) с Рэем Милландом в главной роли отца семейства, который пытается спасти свою семью после ядерного удара по Лос-Анджелесу. До конца кинокарьеры Сандерс сыграл ещё в нескольких фильмах, наиболее заметными среди которых были вестерн с Оди Мёрфи «Винтовки апачей» (1964) и музыкальная комедия с Элвисом Пресли «Каникулы в гареме» (1965), а также сатирическая мелодрама о голливудских нравах «Оскар» (1966) со Стивеном Бойдом в главной роли и многочисленными голливудскими звёздами в камео-ролях.

## Карьера на телевидении
Начиная с 1950 года и вплоть до своей смерти в 1966 году, Сандерс много работал на телевидении, сыграв за этот период в 270 эпизодах 152 различных телесериалов. Он, в частности, сыграл в таких сериалах, как «Облава» (1953), «Одинокий рейнджер» (1953—1955, 6 эпизодов), «Солдаты удачи» (1955, 2 эпизода), «Общественный защитник» (1955—1956, 2 эпизода), «Сломанная стрела» (1956—1958, 4 эпизода), «Альфред Хичкок представляет» (1957), «Истории Уэллс-Фарго» (1957), «Перри Мейсон» (1957—1963, 5 эпизодов), «Шугарфут» (1958), «Мэверик» (1958, 2 эпизода), «Сансет-Стрип, 77» (1958—1959, 2 эпизода), «Бронко» (1959—1960, 2 эпизода), «Неприкасаемые» (1959—1962, 4 эпизода), «Сумеречная зона» (1959—1963, 3 эпизода), «Сыромятная плеть» (1959—1964, 8 эпизодов), «Бэт Мастерсон» (1960), «Дни в Долине Смерти» (1960—1962, 2 эпизода), «Бонанза» (1960—1965, 4 эпизода), «Асфальтовые джунгли» (1961), «Дымок из ствола» (1962), «Караван повозок» (1962), «Беглец» (1963—1966, 4 эпизода), «За гранью возможного» (1964), «Семейка Аддамс» (1964—1965, 2 эпизода), «Правосудие Берка» (1965), «ФБР» (1965) и многих других.

## Актёрское амплуа
Как отмечено в биографии актёра на сайте Turner Classic Movies, «благодаря сильному характеру и авторитарной манере поведения Хью Сандерс часто играл судей, шерифов и волевых людей на протяжении своей почти 20-летней карьеры».

## Личная жизнь
Хью Сандерс был женат дважды. В 1947 году он женился на коллеге по радибизнесу Дороти Оллсап из Дейтона, штат Огайо, с которой развёлся в 1952 году. В 1952 году Сандерс женился на Джанет Бернис Патнем, с которой прожил до своей смерти в 1966 году, у пары было двое детей..

## Смерть
Хью Сэндерс умер 9 января 1966 года в Лос-Анджелесе.

## Фильмография
| Год         |    | Русское название                         | Оригинальное название                         | Роль                                                |
| ----------- | -- | ---------------------------------------- | --------------------------------------------- | --------------------------------------------------- |
| 1949        | ф  | Поддержка                                | Undertow                                      | игрок за столом в кости (в титрах не указан)        |
| 1950        | ф  | Великий Руперт                           | The Great Rupert                              | Маллиган                                            |
| 1950        | ф  | Проклятые не плачут                      | The Damned Don't Cry                          | Грейди                                              |
| 1950        | ф  | Мистер 880                               | Mister 880                                    | Тед Митчелл                                         |
| 1950        | ф  | Миссис О`Мэйли и мистер Мелоун           | Mrs. O'Malley and Mr. Malone                  | мистер Аскенфелдер (в титрах не указан)             |
| 1951        | ф  | Штормовое предупреждение                 | Storm Warning                                 | Чарли Барр                                          |
| 1951        | ф  | Шугарфут                                 | Sugarfoot                                     | Эйса Гудхью                                         |
| 1951        | ф  | Три парня по имени Майк                  | Three Guys Named Mike                         | мистер Уильямс                                      |
| 1951        | ф  | Только отважные                          | Only the Valiant                              | капитан Эвершем                                     |
| 1951        | ф  | Я был коммунистом для ФБР                | I Was a Communist for the FBI                 | Клайд Гарсон                                        |
| 1951        | ф  | Красные пески                            | Along the Great Divide                        | Фрэнк Ньюкомб                                       |
| 1951        | ф  | Это мой парень                           | That's My Boy                                 | тренер Уилер                                        |
| 1951        | ф  | Совершенно бесчестно                     | Strictly Dishonorable                         | Гарри Доннелли                                      |
| 1951        | ф  | Завтра будет новый день                  | Tomorrow Is Another Day                       | детектив лейтенант Джордж Коновер                   |
| 1951        | ф  | Пещера преступников                      | Cave of Outlaws                               | шериф                                               |
| 1951        | ф  | Горящий полёт                            | Flying Leathernecks                           | генерал в Гуадалканале (в титрах не указан)         |
| 1952        | ф  | Гордость Сент-Луиса                      | The Pride of St. Louis                        | Хорст                                               |
| 1952        | ф  | Индейское восстание                      | Indian Uprising                               | Бен Элсоп                                           |
| 1952        | ф  | Бутс Мэлоун                              | Boots Malone                                  | Мэтсон                                              |
| 1952        | ф  | Боец                                     | The Fighter                                   | Робертс                                             |
| 1952        | ф  | Кое-что для птиц                         | Something for the Birds                       | Джим Грейди                                         |
| 1952        | ф  | Измена                                   | The Sellout                                   | судья Нилер                                         |
| 1952        | ф  | Территория Монтана                       | Montana Territory                             | Джейсон Уотерман                                    |
| 1952        | ф  | Команда-победитель                       | The Winning Team                              | Джо Маккарти                                        |
| 1952        | ф  | Стальная ловушка                         | The Steel Trap                                | мистер Грир, клерк в паспортном столе               |
| 1952        | с  | Большой город                            | Big Town                                      | (1 эпизод)                                          |
| 1952        | с  | Небесный король                          | Sky King                                      | майор Гордон (1 эпизод)                             |
| 1952        | с  | Опасное задание                          | Dangerous Assignment                          | Бенсон (1 эпизод)                                   |
| 1952        | с  | Борцы с бандами                          | Gang Busters                                  | капитан Майк Фьячетти (1 эпизод)                    |
| 1952—1953   | с  | Бостонский Блэки                         | Boston Blackie                                | разные роли (2 эпизода)                             |
| 1952—1955   | с  | Театр у камина                           | Fireside Theatre                              | разные роли (13 эпизодов)                           |
| 1952— 1957  | с  | Шоу Джорджа Бернса и Грейси Аллен        | The George Burns and Gracie Allen Show        | разные роли (5 эпизодов)                            |
| 1952— 1957  | с  | Телевизионный театр «Форда»              | The Ford Television Theatre                   | разные роли (4 эпизода)                             |
| 1953        | ф  | Последний из команчей                    | Last of the Comanches                         | Денвер Киннейрд                                     |
| 1953        | ф  | Напуганные до смерти                     | Scared Stiff                                  | коп на пирсе                                        |
| 1953        | ф  | Оружейный пояс                           | Gun Belt                                      | Дуглас Фрейзер                                      |
| 1953        | ф  | Город негодяев                           | City of Bad Men                               | шериф Билл Гиффорд                                  |
| 1953        | ф  | Гром над равниной                        | Thunder Over the Plains                       | Х.Л. Балфур                                         |
| 1953        | ф  | Стеклянная паутина                       | The Glass Web                                 | лейтенант полиции Майк Стивенс                      |
| 1953        | ф  | Дикарь                                   | The Wild One                                  | Чарли Томас                                         |
| 1953        | ф  | Синяя гардения                           | The Blue Gardenia                             | главный редактор «Кроникл» (в титрах не указан)     |
| 1953        | ф  | А вот и девушки                          | Here Come the Girls                           | капитан (в титрах не указан)                        |
| 1953        | с  | Витрина вашего ювелира                   | Your Jeweler's Showcase                       | (1 эпизод)                                          |
| 1953        | с  | Облава                                   | Dragnet                                       | (1 эпизод)                                          |
| 1953        | с  | Театр «Рампа»                            | Footlights Theater                            | окружной прокурор (1 эпизод)                        |
| 1953        | с  | Театр «Пепси-колы»                       | The Pepsi-Cola Playhouse                      | (1 эпизод)                                          |
| 1953—1955   | с  | Одинокий рейнджер                        | The Lone Ranger                               | разные роли (6 эпизодов)                            |
| 1954        | ф  | Неукротимая наследница                   | Untamed Heiress                               | Уильямс                                             |
| 1954        | ф  | Серебряная жила                          | Silver Lode                                   | отец Филд                                           |
| 1954        | ф  | Щит для убийства                         | Shield for Murder                             | Пэкки Рид                                           |
| 1954        | с  | Топпер                                   | Topper                                        | Гарри Девон (1 эпизод)                              |
| 1954        | с  | Дик Трейси                               | Dick Tracy                                    | (1 эпизод)                                          |
| 1954        | с  | Мистер и миссис Норт                     | Mr. & Mrs. North                              | полковник (1 эпизод)                                |
| 1954        | с  | Моя маленькая Марджи                     | My Little Margie                              | разные роли (2 эпизода)                             |
| 1954 —1955  | с  | Театр четырёх звёзд                      | Four Star Playhouse                           | разные роли (3 эпизода)                             |
| 1954 —1955  | с  | Общественный защитник                    | Public Defender                               | разные роли (2 эпизода)                             |
| 1954—1955   | с  | Кавалькада Америки                       | Cavalcade of America                          | разные роли (5 эпизодов)                            |
| 1954—1955   | с  | Свистун                                  | The Whistler                                  | разные роли (3 эпизода)                             |
| 1954—1955   | с  | Агенты казначейства в действии           | Treasury Men in Action                        | разные роли (2 эпизода)                             |
| 1954—1955   | с  | Приключения Сокола                       | Adventures of the Falcon                      | разные роли (2 эпизода)                             |
| 1954—1956   | с  | Видеотеатр «Люкс»                        | Lux Video Theatre                             | разные роли (2 эпизода)                             |
| 1954— 1957  | с  | Театр звёзд «Шлитц»                      | Schlitz Playhouse of Stars                    | разные роли (3 эпизода)                             |
| 1954 —1957  | с  | Студия 57                                | Studio 57                                     | разные роли (3 эпизода)                             |
| 1955        | ф  | Я пишу о криминальном мире               | I Cover the Underworld                        | Тим Донован                                         |
| 1955        | ф  | Стукач                                   | Finger Man                                    | мистер Бёрнс                                        |
| 1955        | ф  | Чикагский синдикат                       | Chicago Syndicate                             | Пэт Уинтерс                                         |
| 1955        | ф  | Последняя команда                        | The Last Command                              | Сэм Хьюстон                                         |
| 1955        | ф  | Лучший стрелок                           | Top Gun                                       | Эд Марш                                             |
| 1955        | ф  | Пятеро против казино                     | 5 Against the House                           | Пэт Уинтерс (в титрах не указан)                    |
| 1955        | ф  | Я умирал тысячу раз                      | I Died a Thousand Times                       | мистер Брафман (в титрах не указан)                 |
| 1955        | с  | Мой друг Флика                           | My Friend Flicka                              | шериф Дауни (1 эпизод)                              |
| 1955        | с  | Театр знаменитостей                      | Celebrity Playhouse                           | (1 эпизод)                                          |
| 1955        | с  | Человек со значком                       | The Man Behind the Badge                      | (2 эпизода)                                         |
| 1955        | с  | Опознание                                | The Lineup                                    | (1 эпизод)                                          |
| 1955        | с  | Солдаты удачи                            | Soldiers of Fortune                           | разные роли (2 эпизода)                             |
| 1955        | с  | Сцена 7                                  | Stage 7                                       | капитан Бёрнетт (1 эпизод)                          |
| 1955        | с  | Дорожный патруль                         | Highway Patrol                                | Гарри Брент (1 эпизод)                              |
| 1955— 1956  | с  | Звезда и история                         | The Star and the Story                        | разные роли (5 эпизодов)                            |
| 1955 —1957  | с  | Театр «Дженерал Электрик»                | General Electric Theater                      | разные роли (2 эпизода)                             |
| 1955 —1957  | с  | Перекрёстки                              | Crossroads                                    | разные роли (2 эпизода)                             |
| 1956        | ф  | Глори                                    | Glory                                         | Рыдающий Сэм Куни                                   |
| 1956        | ф  | Разоблачение в Майами                    | Miami Exposé                                  | шеф Чарльз Лэндон                                   |
| 1956        | ф  | Миротворец                               | The Peacemaker                                | Лэт Сойер                                           |
| 1956        | с  | Театр 90                                 | Playhouse 90                                  | Роберт Гиннесс (1 эпизод)                           |
| 1956        | с  | Театр звёзд «Шеврон»                     | Chevron Hall of Stars                         | (1 эпизод)                                          |
| 1956        | с  | Телефонное время                         | Telephone Time                                | (1 эпизод)                                          |
| 1956        | с  | Приключения доктора Фу Манчу             | The Adventures of Dr. Fu Manchu               | капитан Уоррен (1 эпизод)                           |
| 1956        | с  | Театр кинорежиссёров                     | Screen Directors Playhouse                    | партнёр О'Брайена (в титрах не указан) (1 эпизод)   |
| 1956        | с  | Звёздный юбилей «Форда»                  | Ford Star Jubilee                             | (1 эпизод)                                          |
| 1956        | с  | Борец за правду                          | Crusader                                      | (1 эпизод)                                          |
| 1956        | с  | Эй, Дженни!                              | Hey, Jeannie!                                 | Джон Мартин (1 эпизод)                              |
| 1956        | с  | Военно-морской журнал                    | Navy Log                                      | капитан Миллер (1 эпизод)                           |
| 1956        | с  | Странные истории                         | Strange Stories                               | лейтенант Рива (1 эпизод)                           |
| 1956 — 1957 | с  | Шериф Кошиза                             | The Sheriff of Cochise                        | разные роли (2 эпизода)                             |
| 1956— 1958  | с  | Сломанная стрела                         | Broken Arrow                                  | разные роли (4 эпизода)                             |
| 1957        | ф  | Призрачный дилижанс                      | The Phantom Stagecoach                        | Мартин Марун                                        |
| 1957        | ф  | Беззаботные года                         | The Careless Years                            | дядя Гарри                                          |
| 1957        | ф  | Стрелки форта Юбочкино                   | The Guns of Fort Petticoat                    | сержант Уэббер (в титрах не указан)                 |
| 1957        | ф  | Цепь улик                                | Chain of Evidence                             | Мортон Рэмзи (в титрах не указан)                   |
| 1957        | ф  | Тюремный рок                             | Jailhouse Rock                                | сотрудник тюрьмы (в титрах не указан)               |
| 1957        | с  | Серый призрак                            | The Gray Ghost                                | генерал Улисс С. Грант (1 эпизод)                   |
| 1957        | с  | Шоу Фрэнка Синатры                       | The Frank Sinatra Show                        | Джей Д. Маклафлин (1 эпизод)                        |
| 1957        | с  | Ты - там                                 | You Are There                                 | (1 эпизод)                                          |
| 1957        | с  | Свидание с ангелами                      | Date with the Angels                          | Чарли Беннетт (1 эпизод)                            |
| 1957        | с  | Полицейский штата                        | State Trooper                                 | Эд Хедстрём (1 эпизод)                              |
| 1957        | с  | Джейн Уаймен представляет Театр у камина | Jane Wyman Presents The Fireside Theatre      | разные роли (2 эпизода)                             |
| 1957        | с  | Альфред Хичкок представляет              | Alfred Hitchcock Presents                     | офицер (1 эпизод)                                   |
| 1957        | с  | Истории Уэллс-Фарго                      | Tales of Wells Fargo                          | Бидлер (1 эпизод)                                   |
| 1957        | с  | Парни Харди: Загадка призрачной фермы    | The Hardy Boys: The Mystery of the Ghost Farm | мистер Бинкс (2 эпизода)                            |
| 1957        | с  | Театр О.Генри                            | The O. Henry Playhouse                        | (1 эпизод)                                          |
| 1957        | с  | Тонкий человек                           | The Thin Man                                  | полковник Артур Хейвуд (1 эпизод)                   |
| 1957        | с  | Калифорнийцы                             | The Californians                              | Сэм Бреннер (1 эпизод)                              |
| 1957—1959   | с  | Вертолёты                                | Whirlybirds                                   | разные роли (3 эпизода)                             |
| 1957— 1959  | с  | В суде                                   | On Trial                                      | разные роли (2 эпизода)                             |
| 1957— 1959  | с  | Театр Зейна Грэя                         | Zane Grey Theater                             | разные роли (3 эпизода)                             |
| 1957 —1960  | с  | Кольт 45-го калибра                      | Colt .45                                      | разные роли (3 эпизода)                             |
| 1957 —1963  | с  | Перри Мейсон                             | Perry Mason                                   | разные роли (5 эпизодов)                            |
| 1958        | ф  | Всё серьёзно                             | Going Steady                                  | мистер Ахерн                                        |
| 1958        | ф  | Жизнь начинается в 17                    | Life Begins at 17                             | Гарри Пек                                           |
| 1958        | ф  | Голос в зеркале                          | Voice in the Mirror                           | А.У. Хорнсби                                        |
| 1958        | с  | Шугарфут                                 | Sugarfoot                                     | разные роли (2 эпизода)                             |
| 1958        | с  | Мэверик                                  | Maverick                                      | разные роли (2 эпизода)                             |
| 1958        | с  | Театр «Алкоа»                            | Alcoa Theatre                                 | Брайант (1 эпизод)                                  |
| 1958        | с  | Розыск                                   | Trackdown                                     | шериф (1 эпизод)                                    |
| 1958        | с  | Паника!                                  | Panic!                                        | доктор Лэнгли (1 эпизод)                            |
| 1958        | с  | Ричард Даймонд, частный детектив         | Richard Diamond, Private Detective            | Лью Грейнджер (1 эпизод)                            |
| 1958        | с  | Северо-западный проход                   | Northwest Passage                             | Альберт Шарп (1 эпизод)                             |
| 1958 —1959  | с  | Шоу Энн Сотерн                           | The Ann Sothern Show                          | разные роли (2 эпизода)                             |
| 1958—1959   | с  | Сансет-Стрип, 77                         | 77 Sunset Strip                               | разные роли (2 эпизода)                             |
| 1958 —1959  | с  | Разыскивается живым или мёртвым          | Wanted: Dead or Alive                         | разные роли (3 эпизода)                             |
| 1958— 1959  | с  | Спасатели 8                              | Rescue 8                                      | разные роли (2 эпизода)                             |
| 1958—1961   | с  | Диснейленд                               | Disneyland                                    | разные роли (4 эпизода)                             |
| 1959        | ф  | Не отказывайся от корабля                | Don't Give Up the Ship                        | адмирал Роджерс                                     |
| 1959        | ф  | Крупный делец                            | The Big Operator                              | сенатор Леланд (в титрах не указан)                 |
| 1959        | ф  | Никогда не кради мелочей                 | Never Steal Anything Small                    | спикер профсоюза (в титрах не указан)               |
| 1959        | ф  | Шериф                                    | Warlock                                       | шериф Келлер (в титрах не указан)                   |
| 1959        | с  | Жизнь и житие Уайатта Эрпа               | The Life and Legend of Wyatt Earp             | Боб Пол (1 эпизод)                                  |
| 1959        | с  | Час комедии Люси-Деси                    | The Lucy-Desi Comedy Hour                     | клерк (1 эпизод)                                    |
| 1959        | с  | Стрелок                                  | The Rifleman                                  | Бен Уоллер (1 эпизод)                               |
| 1959        | с  | Представитель закона                     | Lawman                                        | полковник Бен Стид-старший (1 эпизод)               |
| 1959        | с  | Шоу Дэвида Найвена                       | The David Niven Show                          | Гарри (1 эпизод)                                    |
| 1959        | с  | Отец знает лучше                         | Father Knows Best                             | человек (1 эпизод)                                  |
| 1959        | с  | Янси Дерринджер                          | Yancy Derringer                               | Филлип Лорм (1 эпизод)                              |
| 1959        | с  | Территория Тумстон                       | Tombstone Territory                           | Энох Уорд (1 эпизод)                                |
| 1959        | с  | Рейс                                     | Flight                                        | полковник Таунс (1 эпизод)                          |
| 1959        | с  | Пограничный патруль                      | Border Patrol                                 | проводник (1 эпизод)                                |
| 1959        | с  | Маркем                                   | Markham                                       | Джо Клаутман (1 эпизод)                             |
| 1959        | с  | Человек с камерой                        | Man with a Camera                             | Барни О’Нил (1 эпизод)                              |
| 1959        | с  | Отель де Пари                            | Hotel de Paree                                | Лестер Дженкинс (1 эпизод)                          |
| 1959—1961   | с  | Гавайский детектив                       | Hawaiian Eye                                  | разные роли (2 эпизода)                             |
| 1959 —1962  | с  | Неприкасаемые                            | The Untouchables                              | разные роли (4 эпизода)                             |
| 1959—1962   | с  | Стрелок Слейд                            | Shotgun Slade                                 | разные роли (2 эпизода)                             |
| 1959 —1962  | с  | Бронко                                   | Bronco                                        | разные роли (2 эпизода)                             |
| 1959 —1964  | с  | Сыромятная плеть                         | Rawhide                                       | разные роли (8 эпизодов)                            |
| 1959—1963   | с  | Сумеречная зона                          | The Twilight Zone                             | разные роли (3 эпизода)                             |
| 1960        | ф  | Клетка зла                               | Cage of Evil                                  | Мартин Бендер, скупщик                              |
| 1960        | ф  | Тень бумеранга                           | Shadow of the Boomerang                       |                                                     |
| 1960        | ф  | Парень музыкальной шкатулки              | The Music Box Kid                             | Стэнли Сэндмен (адвокат Чести) (в титрах не указан) |
| 1960        | с  | Помощник шерифа                          | The Deputy                                    | Джейк Картер (1 эпизод)                             |
| 1960        | с  | Аляскинцы                                | The Alaskans                                  | Дуглас Пембертон (1 эпизод)                         |
| 1960        | с  | Речная лодка                             | Riverboat                                     | Борегард (1 эпизод)                                 |
| 1960        | с  | Техасец                                  | The Texan                                     | Генри Бикман (1 эпизод)                             |
| 1960        | с  | Бэт Мастерсон                            | Bat Masterson                                 | Ли Бакстер (1 эпизод)                               |
| 1960        | с  | Детективное шоу «Шеви»                   | The Chevy Mystery Show                        | разные роли (3 эпизода)                             |
| 1960        | с  | Клондайк                                 | Klondike                                      | Мёрдок (1 эпизод)                                   |
| 1960        | с  | Дилижанс на запад                        | Stagecoach West                               | Натан Брайт (1 эпизод)                              |
| 1960        | с  | Пони-экспресс                            | Pony Express                                  | Таннер (1 эпизод)                                   |
| 1960—1961   | с  | Случай опасного Робина                   | The Case of the Dangerous Robin               | (2 эпизода)                                         |
| 1960—1961   | с  | Успех Доби Гиллис                        | The Many Loves of Dobie Gillis                | разные роли (3 эпизода)                             |
| 1960 —1961  | с  | Национальный бархат                      | National Velvet                               | Морган (2 эпизода)                                  |
| 1960—1962   | с  | Деннис-мучитель                          | Dennis the Menace                             | разные роли (2 эпизода)                             |
| 1960—1963   | с  | Дни в Долине Смерти                      | Death Valley Days                             | разные роли (2 эпизода)                             |
| 1960 —1965  | с  | Бонанза                                  | Bonanza                                       | разные роли (4 эпизода)                             |
| 1961        | ф  | Человек-ловушка                          | Man-Trap                                      | Е. Джей Молден                                      |
| 1961        | с  | Асфальтовые джунгли                      | The Asphalt Jungle                            | Квентин Фостер (1 эпизод)                           |
| 1961        | с  | Шепчущий Смит                            | Whispering Smith                              | мэр Дэн Адамс (1 эпизод)                            |
| 1961        | с  | Следуй за солнцем                        | Follow the Sun                                | Уилрайт (1 эпизод)                                  |
| 1961        | с  | Программа Джека Бенни                    | The Jack Benny Program                        | гольфист (1 эпизод)                                 |
| 1961        | с  | Годы беззакония                          | The Lawless Years                             | окружной прокурор (1 эпизод)                        |
| 1961        | с  | Синие ангелы                             | The Blue Angels                               | Майлс Сойер (1 эпизод)                              |
| 1961        | с  | Коронадо 9                               | Coronado 9                                    | разные роли (2 эпизода)                             |
| 1961        | с  | Стрелок                                  | Gunslinger                                    | маршал (1 эпизод)                                   |
| 1961        | с  | Данте                                    | Dante                                         | сержант Ренник (1 эпизод)                           |
| 1961        | с  | Премьера «Алкоа»                         | Alcoa Premiere                                | Девлин (1 эпизод)                                   |
| 1961—1963   | с  | Шоу Дика Пауэлла                         | The Dick Powell Show                          | разные роли (3 эпизода)                             |
| 1962        | ф  | Дикие люди с Запада                      | The Wild Westerners                           | главный маршал Рубен Бернард                        |
| 1962        | ф  | Паника в нулевом году                    | Panic in Year Zero                            | эвакуирующийся из Четворта (в титрах не указан)     |
| 1962        | ф  | Убить пересмешника                       | To Kill a Mockingbird                         | доктор Рейнольдс (в титрах не указан)               |
| 1962        | с  | Дымок из ствола                          | Gunsmoke                                      | Тид Карсон (1 эпизод)                               |
| 1962        | с  | Караван повозок                          | Wagon Train                                   | начальник тюрьмы Пэкер (1 эпизод)                   |
| 1962        | с  | Семья Маккой                             | The Real McCoys                               | мистер Меркен (1 эпизод)                            |
| 1963—1964   | с  | Хэзел                                    | Hazel                                         | разные роли (2 эпизода)                             |
| 1962        | с  | Цель: Коррупционеры                      | Target: The Corruptors                        | (1 эпизод)                                          |
| 1962        | с  | Бен Кэйси                                | Ben Casey                                     | Брюс Актон (1 эпизод)                               |
| 1962        | с  | Болота                                   | Everglades                                    | Тиб Уотерс (1 эпизод)                               |
| 1962        | с  | Сотня Кейна                              | Cain's Hundred                                | Роджер Хоув (1 эпизод)                              |
| 1962        | с  | Идти своим путём                         | Going My Way                                  | Мюррей Крэнстон (1 эпизод)                          |
| 1962        | с  | Комедийная точка                         | The Comedy Spot                               | (1 эпизод)                                          |
| 1962        | с  | Детективы                                | The Detectives                                | судья Уолш (2 эпизода)                              |
| 1962 —1963  | с  | Ларами                                   | Laramie                                       | разные роли (2 эпизода)                             |
| 1962 — 1965 | с  | Mister Ed                                | Мистер Эд                                     | разные роли (3 эпизода)                             |
| 1963        | с  | Святые и грешники                        | Saints and Sinners                            | Джо Пеппер (1 эпизод)                               |
| 1963        | с  | Стоуни Берк                              | Stoney Burke                                  | Билл Сэгер (1 эпизод)                               |
| 1963        | с  | Виргинец                                 | The Virginian                                 | Фоули (1 эпизод)                                    |
| 1963        | с  | Театр саспенса «Крафт»                   | Kraft Suspense Theatre                        | Марти Грисвальд (1 эпизод)                          |
| 1963 —1966  | с  | Беглец                                   | The Fugitive                                  | разные роли (4 эпизода)                             |
| 1964        | ф  | Винтовки апачей                          | Apache Rifles                                 | делегат от Аризоны                                  |
| 1964        | тф | Фанфары к сцене смерти                   | Fanfare for a Death Scene                     |                                                     |
| 1964        | с  | Час Альфреда Хичкока                     | The Alfred Hitchcock Hour                     | первый коп (1 эпизод)                               |
| 1964        | с  | За гранью возможного                     | The Outer Limits                              | шериф Баркли (1 эпизод)                             |
| 1964        | с  | Харрис против мира                       | Harris Against the World                      | детектив (1 эпизод)                                 |
| 1964        | с  | Борт                                     | Broadside                                     | капитан Олсен (1 эпизод)                            |
| 1964        | с  | Новое шоу Фила Силверса                  | The New Phil Silvers Show                     | судья (1 эпизод)                                    |
| 1964        | с  | Станция Юбочкино                         | Petticoat Junction                            | Роджер Стэнли (1 эпизод)                            |
| 1964—1965   | с  | Семейка Аддамс                           | The Addams Family                             | Босли Свейн (2 эпизода)                             |
| 1964—1965   | с  | Доктор Килдэр                            | Dr. Kildare                                   | разные роли (3 эпизода)                             |
| 1965        | ф  | Каникулы в гареме                        | Harum Scarum                                  | посол США Маккорд (в титрах не указан)              |
| 1965        | с  | Три моих сына                            | My Three Sons                                 | мэр Холл (1 эпизод)                                 |
| 1965        | с  | Правосудие Берка                         | Burke's Law                                   | лейтенант Эллисон (1 эпизод)                        |
| 1965        | с  | ФБР                                      | The F.B.I.                                    | Пит (1 эпизод)                                      |
| 1966        | ф  | Происшествие у Фантом-Хилл               | Incident at Phantom Hill                      | мистер Коул (в титрах не указан)                    |
| 1966        | ф  | Оскар                                    | The Oscar                                     | гость на вечеринке у Рейгана (в титрах не указан)   |